# Sierpc (gmina wiejska)
Sierpc (daw. gmina Białyszewo + gmina Borkowo) – gmina wiejska w Polsce położona w województwie mazowieckim, w powiecie sierpeckim. W latach 1975–1998 gmina należała administracyjnie do województwa płockiego.
Siedziba gminy to Sierpc.
Według danych z 30 czerwca 2004 gminę zamieszkiwało 7215 osób.

## Struktura powierzchni
Według danych z roku 2002 gmina Sierpc ma obszar 150,23 km², w tym:
- użytki rolne: 77%
- użytki leśne: 16%

Gmina stanowi 17,61% powierzchni powiatu.

## Demografia

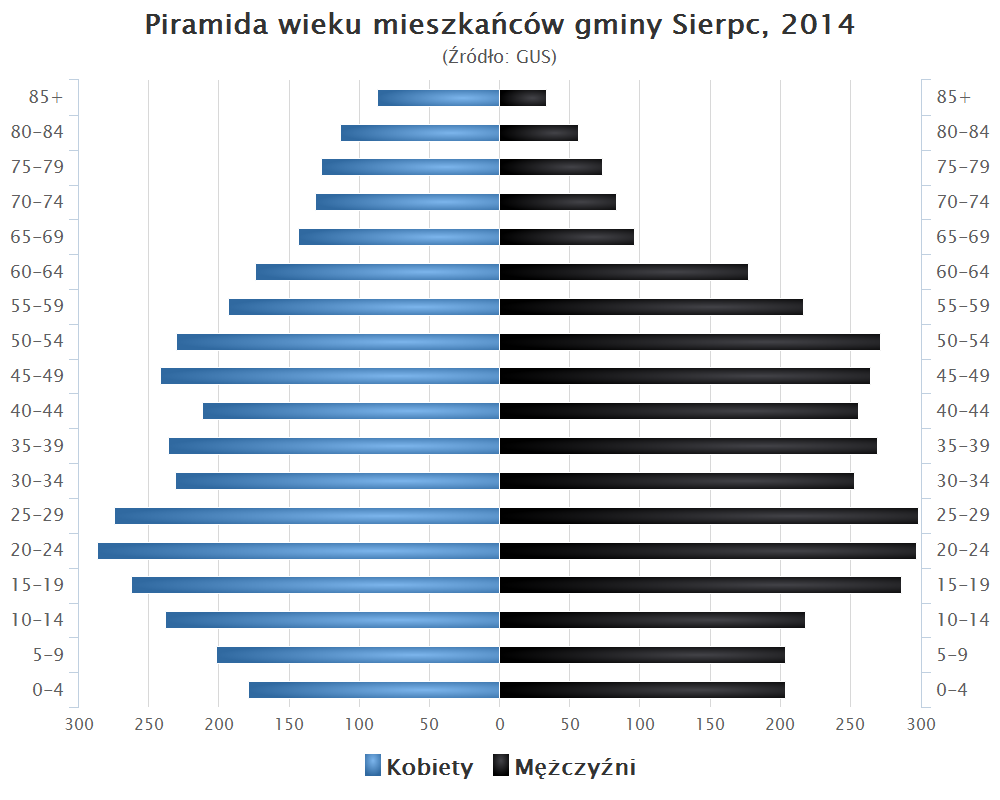
Piramida wieku mieszkańców gminy Sierpc w 2014 roku

Dane z 31 grudnia 2004:
| Opis                              | Ogółem | Ogółem | Kobiety | Kobiety | Mężczyźni | Mężczyźni |
| --------------------------------- | ------ | ------ | ------- | ------- | --------- | --------- |
| jednostka                         | osób   | %      | osób    | %       | osób      | %         |
| populacja                         | 7215   | 100    | 3653    | 50,6    | 3562      | 49,4      |
| gęstość zaludnienia (mieszk./km²) | 48     | 48     | 24,3    | 24,3    | 23,7      | 23,7      |

## Sołectwa
Białe Błoto, Białoskóry, Białyszewo, Białyszewo-Towarzystwo, Bledzewo, Bledzewko, Borkowo Kościelne, Borkowo Wielkie, Dąbrówki, Dębowo, Dziembakowo, Goleszyn, Gorzewo, Grodkowo-Włóki, Grodkowo-Zawisze, Kisielewo, Kręćkowo, Mieszaki, Mieszczk, Miłobędzyn, Nowe Piastowo, Osówka, Pawłowo, Piaski, Podwierzbie, Rachocin, Rydzewo, Stare Piastowo, Studzieniec, Sudragi, Susk, Susk Nowy, Sułocin-Teodory, Sułocin-Towarzystwo, Szczepanki, Warzyn Kmiecy, Warzyn-Skóry, Wernerowo, Wilczogóra, Żochowo.
Miejscowości podstawowe bez statusu sołectwa to wsie: Karolewo i Kwaśno oraz kolonie: Budy Miłobędzkie, Dwa Młyny, Sułocinek, Walerianowo i Żarówka.

## Sąsiednie gminy
Gozdowo, Mochowo, Rościszewo, Sierpc, Skępe, Szczutowo, Zawidz